# Cretona
La cretona es originalmente una tela de lino o algodón, blanca y fuerte.     
El origen de la palabra se atribuye a Paul Creton, un habitante de Vimoutiers, en la Baja Normandía francesa, población muy activa en la industria textil durante los siglos XVII y XVIII. El término data de 1730, tal vez procedente del topónimo Courtonne. Otras fuentes sitúan el origen del tejido en el pueblo de Creton (actualmente Buis-sur-Danville), donde cerró el último telar en 1939.
En la actualidad, el término se aplica a una tela fuerte, por lo general de algodón, blanca o estampada.